# Acar dubia
Acar dubia is een tweekleppigensoort uit de familie van de Arcidae. De wetenschappelijke naam van de soort werd voor het eerst geldig gepubliceerd in 1873 door Spencer Fullerton Baird.